# Cosme Dumonstier
Pour les articles homonymes, voir Famille Dumonstier.
Cosme Dumonstier, né vers 1550 à Rouen et mort dans la même ville le 6 octobre 1605, est un dessinateur et peintre français.

## Biographie
Il était fils de Geoffroy Dumonstier, peintre en miniature rouennais d'après Mariette et le roi l'a envoyé dans plusieurs cours chargé de plusieurs commissions importantes.
Dans les comptes de la trésorerie de la reine Catherine de Médicis pour 1585, il est noté Pierre et Cosme Du Monstier peintres et valets de chambre. Il est à Nérac et Bagnères avec la reine de Navarre en 1581 où il est qualifié de « peintre de la Royne mère du Roy ».
De sa liaison avec Charlotte Bernier, il a eu, en 1574, Daniel Dumonstier, légitimé en 1577.

## Famille
Les Dumonstier sont une famille de dessinateurs des XVIe et XVIIe siècles.

## Œuvres attribuées

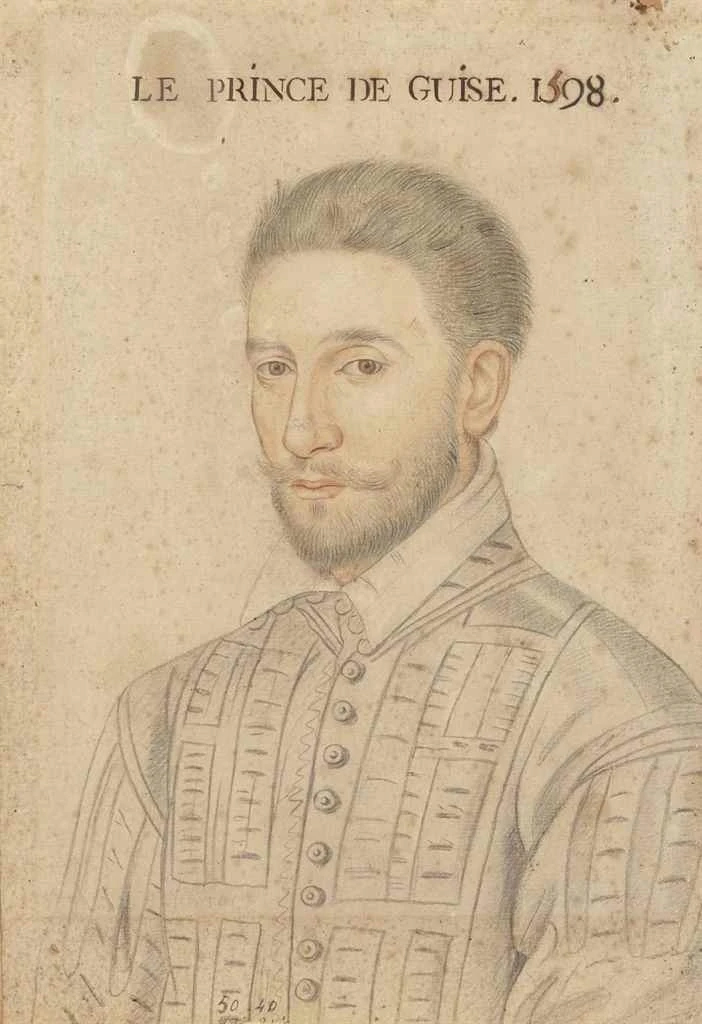
Portrait du prince de Guise.
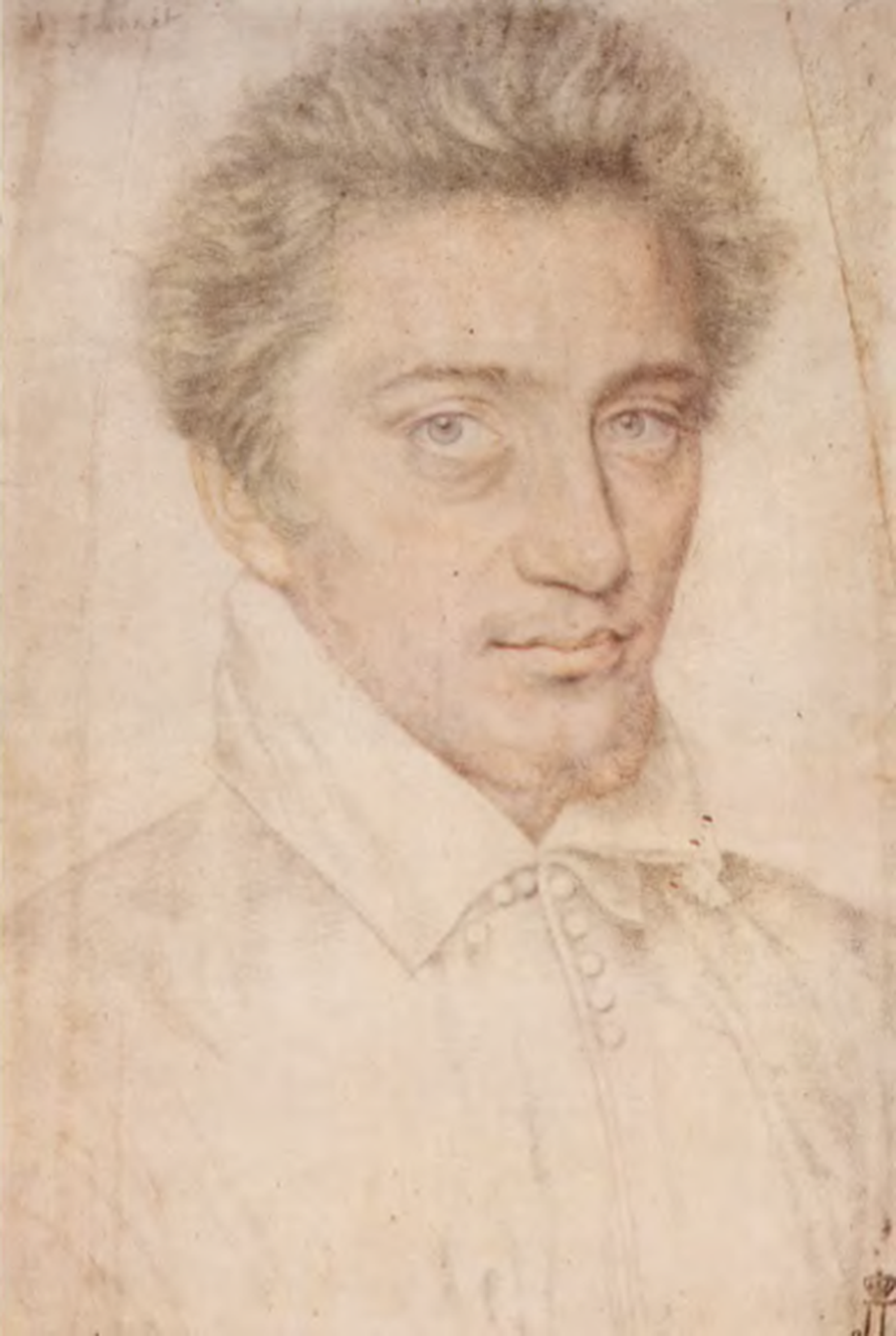
Portrait d'un jeune homme, musée de l'Ermitage.